# Inamakan
Inamakan (auch: In Amaka, I-n-Amaka, Innamaka, Inninakan) ist ein Weiler in der Landgemeinde Dargol in Niger.

## Geographie
Der Weiler befindet sich rund 23 Kilometer nordöstlich des Hauptorts Dargol der gleichnamigen Landgemeinde, die zum Departement Gothèye in der Region Tillabéri gehört. Zu den Siedlungen in der näheren Umgebung von Inamakan zählen Yalalé im Südosten und Wama im Südwesten.
Inamakan ist Teil der Übergangszone zwischen Sahel und Sudan. Die durchschnittliche jährliche Niederschlagsmenge beträgt hier zwischen 400 und 500 mm.
Bei der Siedlung erstreckt sich ein großer Dorfweiher. Hier wurden folgende Vogelarten beobachtet:
- Graureiher (Ardea cinerea)
- Kuhreiher (Bubulcus ibis)
- Zwergstrandläufer (Calidris minuta)
- Kampfläufer (Calidris pugnax)
- Flussregenpfeifer (Charadrius dubius)
- Hirtenregenpfeifer (Charadrius pecuarius)
- Rohrweihe (Circus aeruginosus)
- Steppenweihe (Circus macrourus)
- Wiesenweihe (Circus pygargus)
- Seidenreiher (Egretta garzetta)
- Turmfalke (Falco tinnunculus)
- Uferschnepfe (Limosa limosa)
- Rotgesichtlöffler (Platalea alba)
- Pharaonenibis (Threskiornis aethiopicus)
- Dunkelwasserläufer (Tringa erythropus)
- Grünschenkel (Tringa nebularia)
- Teichwasserläufer (Tringa stagnatilis)
- Spornkiebitz (Vanellus spinosus)[3]

## Bevölkerung
Bei der Volkszählung 2012 hatte Inamakan 572 Einwohner, die in 72 Haushalten lebten. Bei der Volkszählung 2001 betrug die Einwohnerzahl 182 in 22 Haushalten.

## Wirtschaft und Infrastruktur
Es gibt eine Grundschule in der Siedlung.